# Классическая школа уголовного права
Классическая школа уголовного права — направление в уголовно-правовой науке, появившееся в XVIII веке. Среди основных положений, выдвигаемых сторонниками данной школы, можно назвать признание уголовного закона единственным актом, который может устанавливать преступность и наказуемость деяний, а также провозглашение равенства всех перед законом независимо от сословной принадлежности и привилегий.

## Основные представители и школы
Общим термином «классическая школа уголовного права» в литературе обозначают несколько самостоятельных школ, относительно независимо появившихся в различных государствах Европы.

### Великобритания
Великобритания стала первой страной, в которой стали появляться идеи, являющиеся характерными для классической школы. Первыми их сторонниками стали философ Джон Локк и правовед Уильям Блэкстон.
Локк был сторонником концепции естественных прав человека, которые должны были выражаться в законодательных актах, издаваемых государственными органами. Локк является автором утверждения о том, что только закон может быть мерилом хорошего и дурного, которое легло в основу принципа уголовного права, обычно выражаемого формулой nullum crimeu, nulla poena sine lege («нет преступления, нет наказания без указания на то в законе»).
Блэкстон не поддерживал концепцию естественных прав, однако его работы также отражали идеи классической школы, хотя и носили компромиссный характер, учитывая положения феодального права.

### Франция и Германия
Идеи классической школы высказывались многими французскими и германскими учёными. Во Франции они высказывались энциклопедистами и просветителями, бывшими сторонниками концепции естественного права. В Германии многие идеи классической школы выразил Ансельм Фейербах.

### Италия
В Италии работал Чезаре Беккариа, который считается наиболее видным и известным представителем классической школы уголовного права. Его работа «О преступлениях и наказаниях» (1764) является программным документом данного научного направления.
По мнению Беккариа, преступления являются нарушением общественного договора, а также божественных и естественных законов, однако, по его мнению, преступными должны считаться лишь деяния, запрещённые законом. Беккариа принадлежат такие принципы, как «наказание должно быть соразмерно преступлению, мерилом которого является фактический вред»; «каждый гражданин может делать все, что не противно законам, однако за нарушение закона следует наказание».
Беккариа отрицал карательную сущность наказания, считая, что наказание должно служить предупреждению новых преступлений: специальному (воспрепятствование совершения новых преступлений самим осуждённым) и общему (предупреждение совершения преступлений неопределённым кругом лиц).
Беккариа сформулировал принцип презумпции невиновности: «никто не может быть назван преступником, пока не вынесен обвинительный приговор». Также он говорил о роли уголовного закона: «только законы могут устанавливать наказание за преступления».

### Россия
В России представителями этой школы являлись З. А. Горюшкин, Н. Н. Сандунов, И. Ф. Тимковский, А. П. Куницын, В. Г. Кукольник и др. Во второй половине XIX — начале XX века схожие воззрения имели А. С. Жиряев, В. Д. Спасович, П. Д. Калмыков, А. В. Лохвицкий, Н. А. Неклюдов, А. Ф. Кистяковский, Н. Д. Сергеевский, Н. С. Таганцев.

## Последователи
Реакцией на неспособность классической школы уголовного права решить проблемы, связанные с ростом преступности, стало появление антропологической школы уголовного права, выросшей из идей Чезаре Ломброзо о прирождённых преступниках.